# Фульхерий Шартрский
Фульхерий Шартрский (лат. Fulcherius Carnotensis, фр. Foucher de Chartres, около 1058 или 1059 — около 1127) — французский священник, хронист 1-го крестового похода. Автор сочинения «Иерусалимская история» (лат. Historia Hierosolymitana), одного из наиболее ценных и достоверных трудов, описывающих события 1-го крестового похода и раннюю историю Иерусалимского королевства.

## Биография
Фульхерий родился около 1058 или 1059 года в Шартре. В ноябре 1095 года предположительно присутствовал на соборе в Клермоне. После того, как папа Урбан II призвал там христиан Европы освободить Иерусалим от владычества мусульман, присоединился к армии Стефана Блуаского и Роберта Нормандского и, пройдя всю Италию, через Бари морем добрался до Константинополя. Затем, после объединения крестоносцев, проследовал в Мараш, где в июне 1097 года назначен был капелланом Балдуина Булонского.
Когда в 1098 году основные силы христиан, объединившись, выдвинулись к Антиохии, Фульхерий вместе со своим новым господином направился через Киликию к Эдессе, где Балдуин основал графство Эдесское. Поэтому он лично не присутствовал ни при осаде Антиохии, ни при штурме Иерусалима в 1099 году.
После того, как Готфрид Бульонский в 1100 году был провозглашен королём Иерусалимского королевства, Фульхерий не вернулся с подавляющим большинством крестоносцев в Европу, а предпочел остаться на Востоке. После 1115 года он был каноником Храма Гроба Господня и, вероятно, его заботам были доверены сокровищница и реликвии, хранившиеся в храме. Фактически он также являлся официальным историографом королевства, сохранив эту должность до своей смерти от чумы в 1127 году.

## Сочинения
Основным трудом Фульхерия является «Иерусалимская история» (лат. Historia Hierosolymitana), к работе над которой он приступил не ранее осени 1100-го и не позже конца 1101 года. Вероятно, он имел доступ, по меньшей мере, к одной библиотеке Иерусалима и во время работы использовал в качестве источников письма и другие документы, касающиеся крестового похода. При описании событий, свидетелем которых он не являлся, его источниками могли быть «История франков» Раймунда Ажильского и анонимная хроника «Деяния франков и прочих иерусалимцев».
Сочинение Фульхерия состояло их трех книг. Первая книга, завершенная около 1106 года, начиналась с рассказа о Клермонском соборе и описывала завоевание Иерусалима и основание Иерусалимского королевства Готфридом Бульонским, одним из лидеров крестоносцев. Кроме того в ней содержался восторженный отзыв автора о Константинополе. Эта часть хроники полностью не сохранилась, однако её отрывки частично дошли до нашего времени благодаря Гвиберту Ножанскому, хронисту и современнику Фульхерия, использовавшему выдержки из его труда в собственном сочинении «Деяния Бога через франков». Вторая книга рассказывала о деяниях Балдуина Булонского, принявшего титул короля Иерусалима и правившего с 1100 по 1118 год. Третья и заключительная книга содержала биографию короля Иерусалима Балдуина II. Её повествование обрывается на рассказе о чуме 1127 года, эпидемия которой унесла жизни многих иерусалимцев и в том числе, вероятно, жизнь самого автора. Вторая и третья книги были написаны соответственно около 1109—1115 гг. и 1118—1127 гг.
Невзирая на наличие в «Иерусалимской истории» традиционных описаний чудес и легендарной информации, некоторые сведения её уникальны, в частности, она содержит единственное в своем роде описание Константинополя конца XI века. Многие младшие современники автора, например, Гийом Тирский, Ордерик Виталий и Вильям Мальмсберийский, использовали её в качестве источника информации при написании собственных сочинений, а Бартольф Нанжийский и Лизиард Турский основательно переработали её текст.
«Иерусалимская история» Фульхерия Шартрского сохранилась в 16 рукописях, традиционно подразделяемых на два извода; лучшей из них признаётся манускрипт из собрания Национальной библиотеки Франции (BnF, lat. 14378), содержащий посвящение королю Людовику VII.
Впервые хроника была напечатана в 1611 году в Ханау (Гессен) историком-гугенотом Жаком Бонгарсом, включившим её в первый том своих «Деяний Бога, совершённых через французов» (лат. Gesta Dei per Francos). Новое пятитомное издание выпущено было в 1636—1649 годах в Париже королевским историографом Андре Дюшеном. Полный французский перевод её, выполненный историком Франсуа Гизо, увидел свет в 1825 году в Париже в 24 томе «Коллекции мемуаров, относящихся к истории Франции». В 1866 году хроника была опубликована там же в 3-м томе «Собрания историков крестовых походов» (фр. Recueil des historiens des croisades). Комментированное научное издание хроники было выпущено в 1913 году в Гейдельберге под редакцией преп. Генриха Хагенмейера.
Современными историками-медиевистами «Иерусалимская история» Фульхерия заслуженно считается лучшим источником о Первом крестовом походе и первых годах Иерусалимского королевства, также она содержит немало ценной информации о Византийской империи.
Из других сочинений Фульхерия известна «Проповедь на взятие Иерусалима» (Sermon sur la prise de Jérusalem).

## Публикации
- Fulcheri Carnotensis. Historia Hierosolymitana, 1095—1127; mit Erläuterungen und einem Anhange, hrsg. von Heinrich Hagenmeyer. — Heidelberg: Carl Winters, 1913. — x, 916 s.
- Фульхерий Шартрский. Иерусалимская история / Пер., прим., вступ. ст. А. Н. Слезкина. — СПб.: Евразия, 2020. — 368 с. — (CHRONICON). — ISBN 978-5-8071-0397-0.